# Alm (Autriche)
Pour les articles homonymes, voir Alm.
L'Alm est une rivière autrichienne de 48 km. C'est l'émissaire de l'Almsee, un lac de 85 ha situé dans le Salzkammergut. Son cours se dirige vers le nord et traverse notamment les villes de Grünau im Almtal, Scharnstein et Vorchdorf. Elle se jette dans la Traun au niveau de Fischlham.